# Биберах (Баден)
Биберах (нем. Biberach) — община в Германии, в земле Баден-Вюртемберг.
Подчиняется административному округу Фрайбург. Входит в состав района Ортенау. Население составляет 3365 человек (на 31 декабря 2010 года). Занимает площадь 22,39 км².